# Diogo Dalot
José Diogo Dalot Teixeira (ur. 18 marca 1999 w Bradze) – portugalski piłkarz występujący na pozycji obrońcy w angielskim klubie Manchester United oraz w reprezentacji Portugalii. Uczestnik Mistrzostw Europy 2021, 2024 i Mistrzostw Świata 2022.

## Kariera klubowa
Dalot dołączył do akademii FC Porto w wieku 9 lat. 28 stycznia 2017 roku zadebiutował w seniorskiej piłce w przegranym 1:2 meczu Segunda Liga przeciwko Leixoes SC, rozgrywając całe spotkanie. W pierwszej drużynie FC Porto zadebiutował 13 października 2017 roku w wygranym 6:0 meczu przeciwko Lusitano GC.
6 czerwca 2018 roku podpisał pięcioletni kontrakt z opcją przedłużenia o kolejny rok z Manchesterem United. W nowym klubie zadebiutował 19 września 2018 roku w wygranym 0:3 meczu przeciwko BSC Young Boys, rozgrywając całe spotkanie. Swoją pierwszą bramkę dla Manchesteru United strzelił 26 stycznia 2020 roku w wygranym 0:6 meczu IV Rundy Pucharu Anglii przeciwko Tranmere Rovers.
4 października 2020 roku udał się na roczne wypożyczenie do A.C. Milan.

## Kariera reprezentacyjna
W 2016 roku, wraz z Reprezentacją Portugalii do lat 17. sięgnął po złoty medal Mistrzostw Europy.
13 czerwca 2021 roku został powołany do dorosłej kadry na Euro 2020 w trybie awaryjnym jako zastępca João Cancelo, u którego na 2 dni przed pierwszym meczem grupowym z Węgrami wykryto zakażenie wirusem COVID-19. W reprezentacji Portugalii zadebiutował 23 czerwca 2021 roku w zremisowanym 2:2 meczu przeciwko Francji, zmieniając w 79 minucie spotkania Nélsona Semedo.

## Statystyki

### Klubowe
(aktualne na dzień 17 sierpnia 2025)
| Klub               | Sezon              | Liga               | Liga | Liga | Puchar kraju | Puchar kraju | Puchar ligi | Puchar ligi | Europa | Europa | Inne | Inne | Suma | Suma |
| Klub               | Sezon              | Liga               | M    | B    | M            | B            | M           | B           | M      | B      | M    | B    | M    | B    |
| ------------------ | ------------------ | ------------------ | ---- | ---- | ------------ | ------------ | ----------- | ----------- | ------ | ------ | ---- | ---- | ---- | ---- |
| Porto B            | 2016/17            | Segunda Liga       | 3    | 0    | –            | –            | –           | –           | –      | –      | –    | –    | 3    | 0    |
| Porto B            | 2017/18            | Segunda Liga       | 20   | 2    | –            | –            | –           | –           | –      | –      | –    | –    | 20   | 2    |
| FC Porto           | 2017/18            | Primeira Liga      | 6    | 0    | 1            | 0            | 0           | 0           | 1      | 0      | –    | –    | 8    | 0    |
| Manchester United  | 2018/19            | Premier League     | 16   | 0    | 2            | 0            | 1           | 0           | 4      | 0      | –    | –    | 23   | 0    |
| Manchester United  | 2019/20            | Premier League     | 4    | 0    | 4            | 1            | 0           | 0           | 3      | 0      | –    | –    | 11   | 1    |
| Manchester United  | 2020/21            | Premier League     | 0    | 0    | 0            | 0            | 1           | 0           | 0      | 0      | –    | –    | 1    | 0    |
| A.C. Milan (wyp.)  | 2020/21            | Serie A            | 21   | 1    | 2            | 0            | –           | –           | 10     | 1      | –    | –    | 33   | 2    |
| Manchester United  | 2021/22            | Premier League     | 24   | 0    | 2            | 0            | 1           | 0           | 3      | 0      | –    | –    | 30   | 0    |
| Manchester United  | 2022/23            | Premier League     | 26   | 1    | 3            | 0            | 3           | 0           | 10     | 1      | –    | –    | 42   | 2    |
| Manchester United  | 2023/24            | Premier League     | 36   | 2    | 6            | 1            | 2           | 0           | 6      | 0      | –    | –    | 50   | 3    |
| Manchester United  | 2024/25            | Premier League     | 33   | 0    | 3            | 0            | 3           | 0           | 13     | 3      | 1    | 0    | 53   | 3    |
| Manchester United  | 2025/26            | Premier League     | 1    | 0    | 0            | 0            | 0           | 0           | –      | –      | –    | –    | 1    | 0    |
| Ogólnie w karierze | Ogólnie w karierze | Ogólnie w karierze | 190  | 6    | 23           | 2            | 11          | 0           | 50     | 5      | 1    | 0    | 275  | 13   |

## Sukcesy
Porto
- Primeira Liga: 2017/2018

Manchester United
- Puchar Anglii: 2023/2024
- Puchar Ligi: 2022/2023

Portugalia
- Mistrzostwo Europy do lat 17: 2016
- Liga Narodów: 2024/2025